# Lavanderia

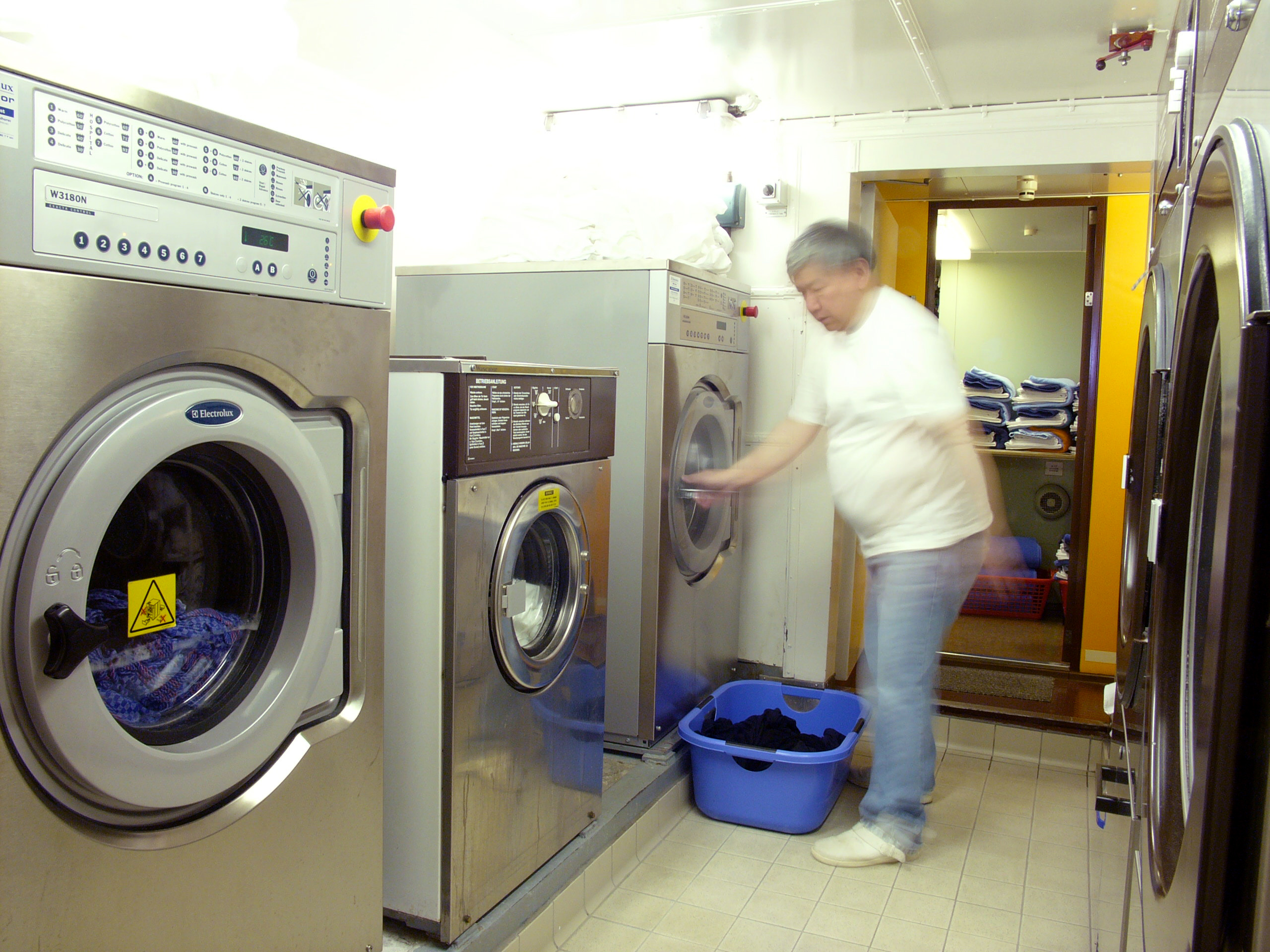
Uma lavanderia.

Lavanderia (português brasileiro) ou lavandaria (português europeu) é a parte da casa ou o estabelecimento comercial onde se lava, seca e passa as roupas. Também se pode utilizar o termo Lavanderia para estabelecimentos comerciais onde são realizados os serviços de lavagem, secagem e passadoria de roupas. Hoje também ampliado com serviços de Tinturarias e de Higienização a Seco.

## História

### Cursos de água
A roupa era primeiro lavada em cursos de água, deixando que a água levasse os materiais que podiam causar manchas e cheiros. A roupa ainda é lavada desta forma nas regiões rurais dos países pobres. A agitação ajuda a remover a sujeira, de modo que a roupa é esfregada, torcida ou batida contra pedras planas. Um nome para essa superfície é pedra de escaravelho, relacionado com escaravelho, uma técnica na produção de linho; um nome para um substituto de madeira é um bloco de batalha. A sujeira era batida com um instrumento de madeira conhecido como pá de lavagem, pau de batalha, morcego, besouro ou clube. Superfícies de esfregar de madeira ou pedra instaladas perto de um suprimento de água foram gradualmente substituídas por placas de esfregar portáteis, eventualmente vidro corrugado de fábrica ou tábuas de lavar de metal.
Depois de limpas, as roupas eram enxaguadas e torcidas - torcidas para remover a maior parte da água. Em seguida, eles eram pendurados em postes ou varais para secar ao ar, ou às vezes apenas espalhados na grama limpa, arbustos ou árvores. Finalmente, elas eram passadas a ferro de passar.

### Lavabo

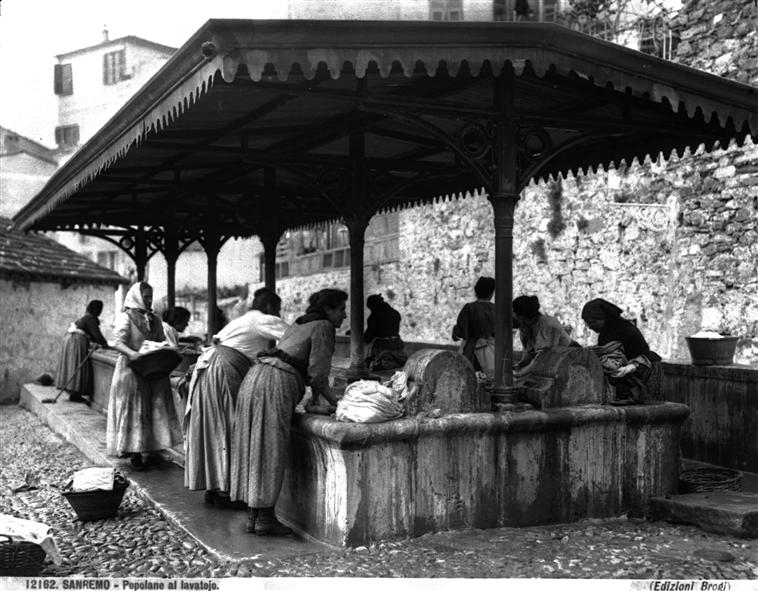
Lavabo no início do século XX.

Antes do advento da máquina de lavar, a roupa costumava ser lavada em um ambiente comunitário.
Aldeias em toda a Europa que podiam pagar construíram um lavatório, às vezes conhecido pelo nome francês de lavoir. A água era canalizada de um riacho ou nascente e levada para um prédio, possivelmente apenas um telhado sem paredes. Este lavadouro normalmente continha duas bacias - uma para lavar e outra para enxaguar - por onde a água corria constantemente, bem como uma borda de pedra inclinada para a água contra a qual se batia a roupa molhada. Essas instalações eram mais confortáveis e convenientes do que se lavar em um curso de água. Alguns lavatórios tinham os lavatórios à altura da cintura, embora outros permanecessem no solo. Os lavadores de roupas eram protegidos até certo ponto da chuva e suas viagens eram reduzidas, já que as instalações geralmente ficavam à mão na aldeia ou nos arredores de uma cidade. Essas instalações eram públicas e estavam disponíveis para todas as famílias e geralmente usadas por toda a aldeia. Muitos desses lavatórios de aldeia ainda estão de pé.
A tarefa de lavar a roupa era reservada às mulheres, que lavavam toda a roupa da família. As lavadeiras pegavam a roupa dos outros, cobrando por peça. Como tal, os lavatórios eram uma parada obrigatória na vida semanal de muitas mulheres e se tornaram uma espécie de instituição ou ponto de encontro. Era um espaço exclusivo para mulheres onde elas podiam discutir questões ou simplesmente conversar. Na verdade, essa tradição se reflete no idioma catalão " fer safareig " (literalmente, "lavar a roupa"), que significa fofocar.
As cidades europeias também tinham lavatórios públicos. As autoridades da cidade queriam dar à população mais pobre, que de outra forma não teria acesso a lavanderias, a oportunidade de lavar suas roupas. Às vezes, essas instalações eram combinadas com banhos públicos, ver, por exemplo, banhos e lavanderias na Grã-Bretanha. O objetivo era promover a higiene e, assim, reduzir os surtos de epidemias.
Às vezes, grandes caldeirões de metal (um "cobre lavado", mesmo quando não feitos desse metal), eram enchidos com água doce e aquecidos no fogo, já que água quente ou fervente é mais eficaz do que fria para remover a sujeira. Um posser pode ser usado para agitar roupas em uma banheira. Um implemento relacionado, chamado carrinho de lavagem, é um bastão de madeira ou malho com um conjunto de pernas ou pinos que move o pano através da água.

### Máquinas de lavar e outros dispositivos

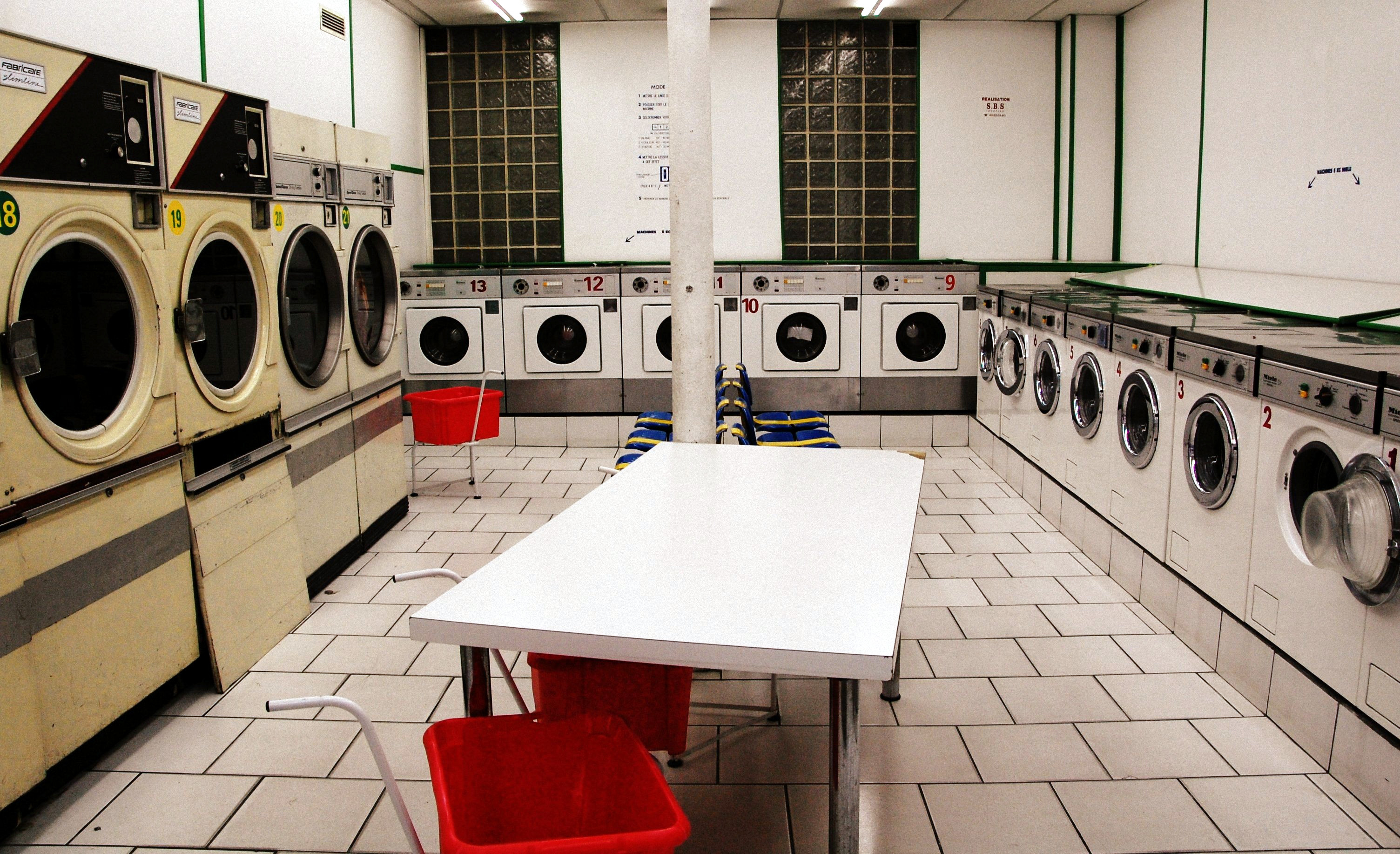
Máquinas de lavar roupa na França.

A Revolução Industrial transformou completamente a tecnologia de lavanderia. Christina Hardyment, em sua história da Grande Exposição de 1851, argumenta que foi o desenvolvimento da máquina doméstica que levou à libertação das mulheres.
O mangle (ou "espremedor" em inglês americano) foi desenvolvido no século XIX - dois rolos longos em uma estrutura e uma manivela para girá-los. Um lavrador pegou uma roupa encharcada e a passou pelo amassado, comprimindo o pano e expulsando o excesso de água. O mangle foi muito mais rápido do que torcer a mão. Era uma variação da caixa usada principalmente para prensar e alisar tecidos.
Enquanto isso, os inventores do século XIX mecanizaram ainda mais o processo de lavanderia com várias máquinas de lavar operadas à mão para substituir o entediante esfregar das mãos contra uma tábua de lavar. A maioria envolvia girar uma alça para mover as pás dentro de uma banheira. Então, algumas máquinas do início do século XX usaram um agitador movido a eletricidade. Muitas dessas máquinas de lavar eram simplesmente uma banheira sobre pernas, com uma mangueira manual no topo. Mais tarde, o mangle também foi movido a eletricidade, e então substituído por uma cuba dupla perfurada, que girava o excesso de água em um ciclo de rotação.
A secagem da roupa também foi mecanizada, com secadores de roupa. As secadoras também giravam em tubos perfurados, mas sopravam ar aquecido em vez de água.

### Lavanderias chinesas na América do Norte
No final do século XIX e no início do século XX, os imigrantes chineses nos Estados Unidos e no Canadá estavam bem representados como trabalhadores de lavanderia. Discriminação, falta de domínio da língua inglesa e falta de capital mantiveram os imigrantes chineses fora das carreiras mais desejáveis. Por volta do ano 1900, um em cada quatro homens de etnia chinesa nos Estados Unidos trabalhava em uma lavanderia, normalmente trabalhando de dez a dezesseis horas por dia.
Os chineses na cidade de Nova Iorque administravam cerca de 3 550 lavanderias no início da Grande Depressão. Em 1933, o Conselho de Vereadores da cidade aprovou uma lei claramente destinada a expulsar os chineses do mercado. Entre outras coisas, limitou a propriedade de lavanderias aos cidadãos americanos. A Chinese Consolidated Benevolent Association tentou inutilmente afastar esta lei, resultando na formação da abertamente de esquerda Aliança Mão Chinesa Lavandaria (CHLA), que desafiou com sucesso esta disposição da lei, permitindo que os trabalhadores de lavandaria chineses preservassem seus meios de subsistência. A CHLA passou a funcionar como um órgão de direitos civis mais geral; seus números diminuíram fortemente depois que foi alvo do FBI durante o Segundo Pânico Vermelho (1947–1957).
Observe que o termo "lavanderia chinesa" como em "Montamos uma lavanderia chinesa em nosso alojamento de esquina" não é uma referência à história social descrita acima, mas indica um arranjo improvisado de roupas de cavalo, um sistema geralmente temporário de roupas internas ou externas - linhas, sejam bem organizadas ou improvisadas de maneira grosseira, que foram montadas para secar as roupas.

### África do Sul
De 1850 a 1910, os homens Zulu assumiram a tarefa de lavar as roupas de europeus, tanto bôeres quanto britânicos. A lavagem lembrava o ofício especializado em vestir peles em que os homens zulu se engajavam como izinyanga, uma ocupação de prestígio que pagava bem. Eles criaram uma estrutura de guilda, semelhante a um sindicato, para proteger suas condições e salários, transformando-se em um, senão o mais poderoso grupo de trabalhadores africanos do século XIX.

### Índia
Na Índia, a roupa suja era tradicionalmente lavada por homens. Um lavador era chamado de dhobiwallah, e dhobi se tornou o nome de seu grupo de casta.
No país, uma lavanderia é geralmente chamada de dhobi ghat; isso deu origem a nomes de lugares onde trabalham ou trabalharam, incluindo Mahalaxmi Dhobi Ghat em Mumbai, Dhoby Ghaut em Cingapura e Dhobi Ghaut em Penang, Malásia.

### Roma antiga
Os trabalhadores na antiga Roma que limparam o pano foram chamados fullones, singular fullo (fulling, um processo na tomada de lã, e terra fuller, usado para limpar). As roupas eram tratadas em pequenas banheiras posicionadas em nichos cercados por muros baixos, conhecidas como baias de pisar ou fulling. A banheira estava cheia de água e uma mistura de produtos químicos alcalinos (às vezes incluindo urina). O enchedor ficou na banheira e pisou no pano, uma técnica conhecida em outros lugares como postagem. O objetivo desse tratamento era aplicar os agentes químicos ao pano para que eles pudessem fazer o seu trabalho, a resolução de graxas e gorduras. Essas barracas são tão típicas dessas oficinas que são usadas para identificar fullonicae nos vestígios arqueológicos.

## Processos de lavanderia
Os processos de lavanderia incluem lavagem (geralmente com água contendo detergentes ou outros produtos químicos), agitação, enxágue, secagem, prensagem (passagem a ferro) e dobra. A lavagem às vezes é feita em uma temperatura acima da ambiente para aumentar a atividade de quaisquer produtos químicos usados e a solubilidade das manchas, e altas temperaturas matam os microorganismos que podem estar presentes no tecido. No entanto, é aconselhável que o algodão seja lavado em uma temperatura mais fria para evitar o encolhimento. Muitos serviços profissionais de lavanderia estão presentes no mercado que oferece diferentes faixas de preço.
A agitação ajuda a remover a sujeira que geralmente é mobilizada por surfactantes entre as fibras; no entanto, devido ao pequeno tamanho dos poros nas fibras, o núcleo estagnado das próprias fibras praticamente não flui. No entanto, as fibras são rapidamente limpas por difusioforese, levando a sujeira para a água limpa durante o processo de enxágue.

### Produtos químicos
Vários produtos químicos podem ser usados para aumentar o poder de solvente da água, como os compostos na raiz de soa ou yuca usado por tribos nativas americanas, ou a soda cáustica (geralmente hidróxido de sódio ou hidróxido de potássio) uma vez amplamente usado para lavar roupa na Europa. O sabão, um composto feito de soda cáustica e gordura, é um auxiliar de lavanderia antigo e comum. As máquinas de lavar modernas geralmente usam sabão em pó sintético ou líquido no lugar do sabão mais tradicional.

### Limpeza ou lavagem a seco
A limpeza a seco se refere a qualquer processo que usa um solvente químico diferente da água. O solvente usado é normalmente o tetracloroetileno (percloroetileno), que a indústria chama de "perc". É usado para limpar tecidos delicados que não resistem à aspereza e ao tombamento de uma máquina de lavar e secar roupa; também pode evitar a lavagem das mãos com mão de obra intensiva.

## Problemas comuns
Usuários novatos de máquinas de lavar modernas às vezes experimentam o encolhimento acidental das roupas, especialmente ao aplicar calor. Para roupas de lã, isso se deve às escamas nas fibras, que o calor e a agitação fazem com que grudem. Em países frios, eles o secam com suas lareiras, outros apenas tem muitas ou compram mais roupas para se preparar para o inverno ou épocas frias. Outros tecidos são esticados por forças mecânicas durante a produção e podem encolher ligeiramente quando aquecidos (embora em menor grau do que a lã). Algumas roupas são pré-encolhidas para evitar esse problema.
Outro problema comum é o sangramento da cor, de artigos tingidos a brancos ou de cores claras. Muitos guias de lavanderia sugerem lavar as brancas separadamente das peças coloridas. Às vezes, apenas cores semelhantes são lavadas juntas para evitar esse problema, que é atenuado pela água fria e lavagens repetidas. Às vezes, essa mistura de cores é vista como um argumento de venda, como acontece com o pano de madras.
Os símbolos da lavanderia estão incluídos em muitas roupas para ajudar os consumidores a evitar esses problemas.
As fibras sintéticas na lavanderia também podem contribuir para a poluição microplástica.

## Etimologia
A palavra lavanderia vem do francês lavanderie.